# Матвіївська сільська рада (Веселівський район)
| Матвіївська сільська рада — колишній орган місцевого самоврядування у Веселівському районі Запорізької області з адміністративним центром у с. Матвіївка . Сільській раді підпорядковані населені пункти: - с. Матвіївка - с. Восход |

## Склад ради
Рада складалася з 16 депутатів та голови.

## Керівний склад сільської ради
| ПІБ                          | Основні відомості                                                                       | Дата обрання | Дата звільнення |
| ---------------------------- | --------------------------------------------------------------------------------------- | ------------ | --------------- |
| Поляков Олександр Сергійович | Сільський голова, 1975 року народження, освіта, член Партії регіонів                    | 26.03.2006   | 31.10.2010      |
| Кучеренко Юрій Володимирович | Сільський голова, 1966 року народження, освіта середня спеціальна, член Партії регіонів | 31.10.2010   |                 |

Примітка: таблиця складена за даними джерела